# 蜜蜂電影
《蜜蜂電影》（英語：Bee Movie）是一部2007年的美國動畫喜劇電影，由夢工廠动画製片，史蒂夫·西克諾及西蒙·史密斯執導，三位主角則是由傑里·賽恩菲爾德、蕾妮·齐薇格和馬修·波特歷配音。

## 劇情
貝瑞是一隻住在紐約市的蜜蜂，剛剛從蜜蜂大學畢業，不慎墮入人間，幸好得一人類女子凡妮莎相救。二人頓成好友，可是蜜蜂世界的「蜂管法」條例列明蜜蜂不能跟人類說話，但貝瑞卻違法了。後來，巴里在人類超級市場發現了一大堆他們辛苦採摘的蜂蜜，於是向蜜蜂世界通風報信，弄致蜜蜂和人類開庭。後來蜜蜂勝訴，人類不能再取用蜜蜂採集的蜂蜜，而蜜蜂開始懶惰，並不再勤勞的採蜜。由於沒有蜜蜂來授粉，全世界的花漸漸枯萎，最後貝瑞想起花車上僅存的花朵，並採集花粉，之後，各地的花朵才漸漸恢復了生機。

## 配音員
| 角色                                         | 配音                      | 配音   |
| 角色                                         | 英版                      | 台版   |
| -------------------------------------------- | ------------------------- | ------ |
| 貝瑞·B·班森（Barry B. Benson）               | 傑里·賽恩菲爾德           | 羅志祥 |
| 凡妮莎·布羅（Vanessa Bloome）                | 蕾妮·齐薇格               | 關穎   |
| 亞當·費里曼（Adam Flayman）                  | 馬修·波特歷               | 于正昌 |
| 阿肯（Ken）                                  | 派屈克·華博頓             | 孫德成 |
| 萊頓·T·蒙哥馬利（Layton T. Montgomery）      | 約翰·古德曼               | 徐健春 |
| 蚊哥（Mooseblood the Mosquito）              | 基斯·洛克                 | 林協忠 |
| 珍奈特·B·班森（Janet B. Benson），貝瑞的母親 | 凱西·貝茲                 | 孫若瑜 |
| 馬丁·B·班森（Martin B. Benson），貝瑞的父親  | 巴瑞·李文森               | 陳宗岳 |
| （Trudy）                                    | 梅甘·马拉利               |        |
| 蜂蜜工廠導遊（Honex Tour Guide）             | 梅甘·马拉利               |        |
| （Lou Lo Duca）                              | 雷普·汤恩                 |        |
| （Pollen Jocks General）                     | 雷普·汤恩                 |        |
| 波布頓法官（Judge Bumbleton）                | 奧花·雲費                 | 王華怡 |
| （Bud Ditchwater）                           | 邁克·里察斯               |        |
| 賴瑞金蜜蜂（Bee Larry King）                 | 拉里·金                   | 陳宗岳 |
| 嗡嗡先生（Dean Buzzwell）                    | 拉里·米勒                 | 夏治世 |
| 旁白（Title Narrator）                       | 吉姆·康明斯               | 陳宗岳 |
| 畢業典禮廣播員（Graduation Announcer）       | 吉姆·康明斯               | 康殿宏 |
| 海克特（Hector）                             | 大衛·莫斯·皮們泰爾 海克特 |        |
| 安迪（Andy）                                 | 查克·馬丁                 |        |
| 珊蒂（Sandy Shrimpkin）                      | 布萊恩·哈普金斯           |        |
| TSA代理人（TSA Agent）                       | 布萊恩·哈普金斯           |        |
| （Bailiff）                                  | 約翰·迪·馬吉歐            |        |
| （Janitor）                                  | 約翰·迪·馬吉歐            |        |
| 鐘珍娜（Jeanette Chung）                     | 翠絲·馬克尼爾             | 王華怡 |
| 母親（Mother）                               | 翠絲·馬克尼爾             |        |
| 牛（Cow）                                    | 翠絲·馬克尼爾             | 王華怡 |
| 貨車司機（Truck Driver）                     | 西蒙·J·史密斯             |        |
| 切特（Chet）                                 | 西蒙·J·史密斯             |        |
| 雷·利奥塔（Ray Liotta）                      | 雷·利奥塔                 | 康殿宏 |
| 史汀（Sting）                                | 史汀                      |        |
| 蜜蜂（Bee）                                  | 羅伯特·簡恩               |        |
| 卡爾·卡斯（Carl Kasell）                     | 卡爾·卡斯                 |        |

其他配音員：
- 台版：林谷珍、夏治世、佟紹宗、康殿宏、孫誠、陳進益、王華怡

香港版配音：
林海峰、林曉峰、蘇民峰、鄧梓峰、周國豐、范振鋒，胡楓，鄭融
（大部分配音員名字都有「蜂」之同音字，為一大賣點）

## 反響

### 專業評價
爛番茄新鮮度51%，基於169條評論，平均分為5.7/10，而在Metacritic上得到54分，IMDB上得6.2分，屬於好壞參半的評價。

## 外部連結
- 互联网电影数据库（IMDb）上《蜜蜂電影》的资料（英文）
- AllMovie上《蜜蜂電影》的资料（英文）
- 爛番茄上《蜜蜂電影》的資料（英文）
- 豆瓣电影上《蜜蜂電影》的資料 （简体中文）
- Metacritic上《蜜蜂電影》的資料（英文）
- Box Office Mojo上《蜜蜂電影》的資料（英文）